# Alois Mrštík
Alois Mrštík (Jimramov, 14 ottobre 1861 – Brno, 24 febbraio 1925) è stato uno scrittore e drammaturgo ceco, che assieme al fratello Vilém ha elevato la qualità della produzione letteraria della Repubblica Ceca a un livello europeo.

## Biografia

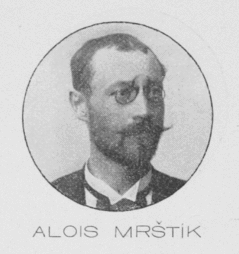
Alois Mrštík

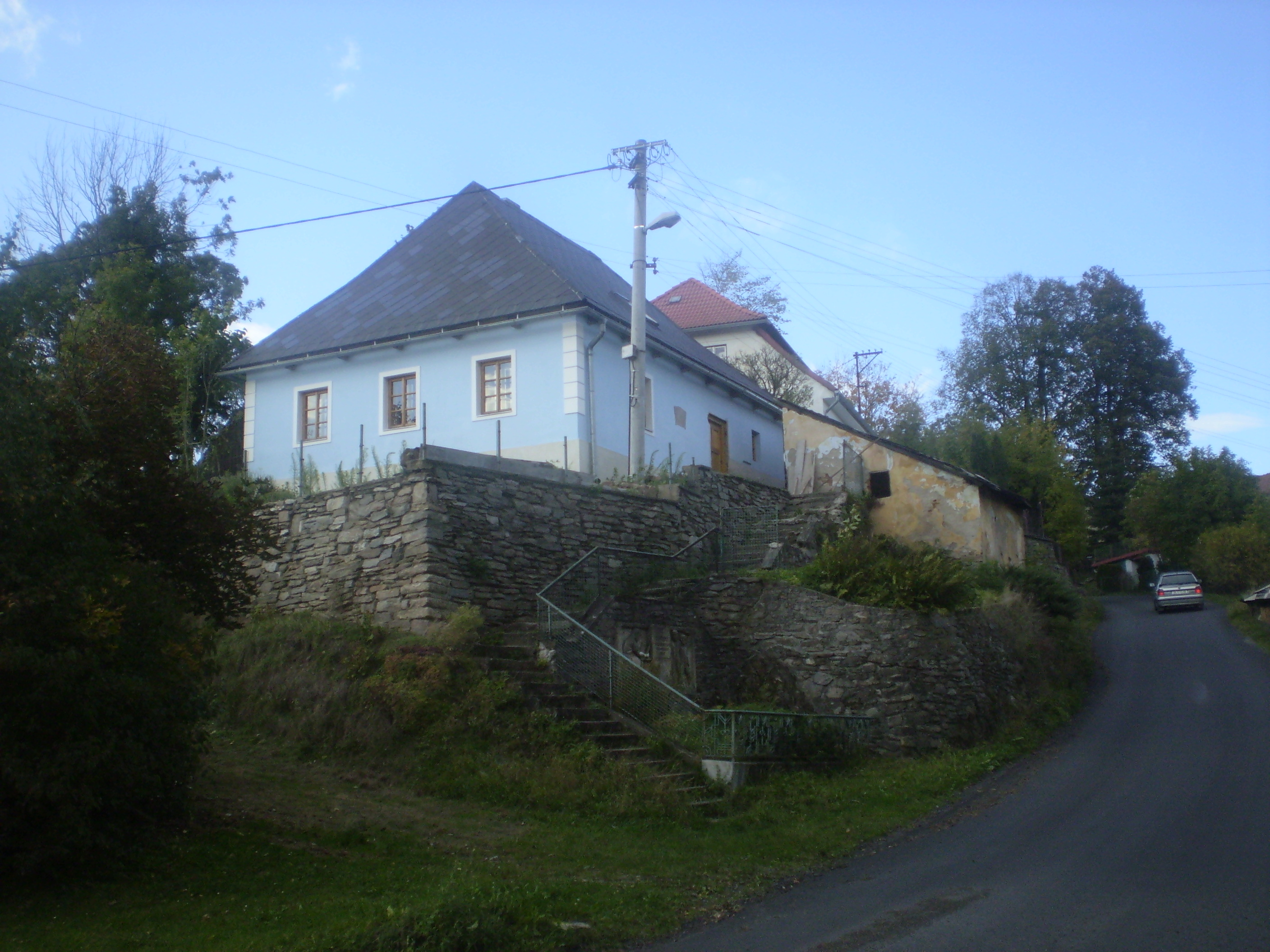
Luogo di nascita di Alois Mrštík, Jimramov

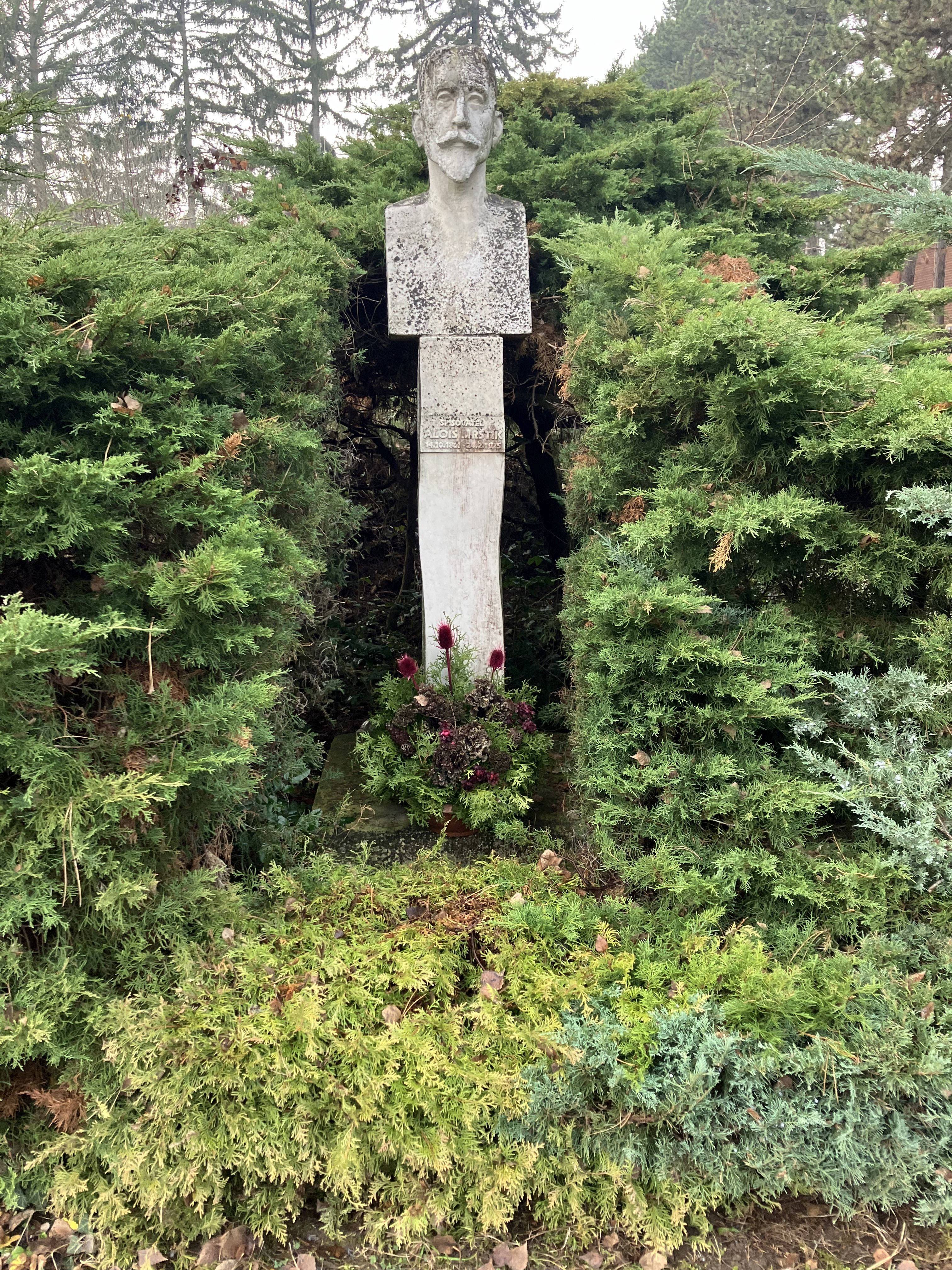
La tomba di Alois Mrštík, Brno

Alois Mrštík nacque a Jimramov il 14 ottobre 1861,nella famiglia di un calzolaio.
Studiò nelle scuole di Brno, laureandosi e abilitandosi all'insegnamento. Iniziò la sua carriera di docente in Slovacchia, ma subito dopo tornò in Moravia, dove proseguì la sua attività. In seguito insegnò a Lískovec, Rakvice, Hrušovany, Těšany.
Nel 1901 sposò Marie Bezděková, originaria di Kobylí.
Dopo aver esordito con una raccolta di novelle, intitolata Anime buone (Dobré duše, 1893), incentrata sulle descrizioni della suggestiva campagna morava, si fece conoscere dal grande pubblico soprattutto per il dramma campagnolo Maryša (1894), basato sulla vita della protagonista femminile, sul suo matrimonio forzato che si conclude con la ribellione e l'omicidio di un marito non amato;  scritto con il fratello Vilém, alla cui collaborazione si deve anche la raccolta Donne di bambagia e altri racconti (Bavlnkovy ženy a jiné povídky, 1897).
Un'altra opera di successo fu il romanzo Un anno in campagna (Rok na vsi, 1903-1904), anch'esso con un intervento finale del fratello: nove libri di un’ampia cronaca della vita di un villaggio di confine tra la Moravia e la Slovacchia verso la fine del XIX secolo, condotta da Mrštík con minuzioso realismo, insieme a una visione critica delle contraddizioni sociali e morali.
Tra le altre opere è bene ricordare il libro di bozzetti ispirato dalla pittoresca regione dei monti Bassi Tatra, intitolato Su per il fiume Vah (Hore Váhom, 1918), e un libro di ricordi, saggi artistici e letterari, impressioni di viaggio, Il filo d'argento (Nit Střibrná, 1926).
Alois Mrštík morì all'età di sessantaquattro anni, il 24 febbraio 1925, a seguito di un'epidemia di tifo che scoppiò per via dell'uso di acqua contaminata dal pozzo comunale.

## Opere
- Anime buone (Dobré duše, 1893);
- Maryša (1894);
- Donne di bambagia e altri racconti (Bavlnkovy ženy a jiné povídky, 1897);
- Un anno in campagna (Rok na vsi, 1903-1904);
- Su per il fiume Vah (Hore Vahom, 1918);
- Il filo d'argento (Nit Stribrna, 1926).